# Cistícola dorsinegra
La cistícola dorsinegra (Cisticola eximius) és una espècie d'ocell passeriforme de la família Cisticolidae pròpia d'Àfrica occidental i central.

## Hàbitat
L'hàbitat natural són els herbassars humits tropicals i els herbassars estacionalment inundables.

## Taxonomia
La cistícola dorsinegra va ser descrita per l'explorador i ornitòleg alemany Theodor von Heuglin el 1869 a partir d'un exemplar recollit prop del riu Bahr al-Ghazal al Sudan del Sud. Va encunyar el nom binomial Drymoeca eximia.
L'epítet específic eximius prové del llatí "seleccionar" o "distingir". L'espècie ara es troba en el gènere Cisticola que va ser erigit pel naturalista alemany Johann Jakob Kaup el 1829.
Es reconeixen tres subespècies:
- C. e. occidens Lynes, 1930 – del sud del Senegal a Nigèria
- C. e. winneba Lynes, 1931 – al sud de Ghana
- C. e. eximius (Heuglin, 1869) – des de la RDC i República Centreafricana fins a Eritrea, Etiòpia, oest de Kenya i nord de Tanzània